# Andaraí
Andaraí är en kommun i Brasilien.   Den ligger i delstaten Bahia, i den östra delen av landet, 800 km öster om huvudstaden Brasília. Antalet invånare är 13 948.
Följande samhällen finns i Andaraí:
- Vera Cruz

I omgivningarna runt Andaraí växer huvudsakligen savannskog. Runt Andaraí är det glesbefolkat, med 10 invånare per kvadratkilometer.